# Strijen
Strijen – gmina w Holandii, w prowincji Holandia Południowa.